# Eleccions regionals de Sardenya de 1974
Les eleccions regionals per a renovar el Consell Regional de Sardenya se celebraren el 17 de juny de 1974. La participació fou del 87%.
| ← Eleccions regionals de Sardenya, 1974 →              |         |        |        |
| Partits                                                | vots    | %      | escons |
| Democràcia Cristiana Italiana (DC)                     | 305.071 | 38,3%  | 32     |
| Partit Comunista Italià (PCI)                          | 213.300 | 26,8%  | 22     |
| Partit Socialista Italià (PSI)                         | 93.007  | 11,7%  | 9      |
| Moviment Social Italià-Dreta Nacional (MSI-DN)         | 62.294  | 7,8%   | 6      |
| Partit Socialista Democràtic Italià (PSDI)             | 46.906  | 5,9%   | 3      |
| Partit Sard d'Acció (PSd'Az)                           | 24.780  | 3,1%   | 1      |
| Partit Liberal Italià (PLI)                            | 22.159  | 2,8%   | 1      |
| Partit Republicà Italià (PRI)                          | 20.570  | 2,6%   | 1      |
| Partit Comunista d'Itàlia (marxista-leninista) (PCMLI) | 7.717   | 1,0%   | -      |
| Total                                                  | 795.804 | 100,00 | 75     |

Font Web del consell regional de Sardenya